# Harphrê
Pour les articles homonymes, voir Horus (homonymie) et Horus.
Harphrê est la forme solaire du dieu Horus, l'identifiant ainsi à Rê et à Atoum.